# 湘财证券
湘财证券股份有限公司，成立于1996年8月2日，公司前身是设立于1993年2月8日的湖南省湘财证券营业部；1995年10月23日由中国人民银行批准进行改组为湘财证券有限责任公司。在中国各大主要城市设有61家营业网点。

## 历史沿革
1999年10月8日，湘财证券成为全国首家获证监会批准增资扩股、全国首家核准为全国性综合类证券公司和首批进入全国银行间同业拆借市场的券商。2000年3月2日，中国建设银行与湘财证券在北京签署了股票质押贷款主办行协议及首笔股票质押贷款承诺书，是中国国有商业银行与券商首次签署此类协议。
2002年7月1日，《外资参股设立证券公司规则》正式生效，湘财证券与里昂证券成为首组联合上报的公司。同年12月18日，中国证监会正式批准里昂证券与湘财证券设立华欧国际证券有限责任公司（英語：China Euro Securities Limited），是中国加入世界贸易组织后批准的第一家中外合资证券公司，其资本金5亿元人民币，里昂和湘财各占33.3%和66.7%的股权。2003年4月10日，华欧国际证券成立；4月25日，中国总理温家宝和法国总理让-皮埃尔·拉法兰出席在人民大会堂举行的公司运营协议签字仪式。
2003年经国家文物局批准，民政部登记注册，湘财证券出资设立历道证券博物馆，是全国首家国家级证券博物馆。博物馆于2004年1月10日在陆家嘴金融中心正式开馆，并由首任中国证监会主席刘鸿儒担任名誉馆长。同年，湘财证券成立私人银行部，由汪静波具体负责。2005年，由于湘财证券亏损严重，私人银行部被裁撤。汪静波携团队自主创业，成立财富管理公司诺亚财富。
2003年9月8日，证监会正式批复同意荷兰银行通过股权受让方式参股湘财合丰基金管理公司。股权转让完成后，湘财证券持股比例37%，荷兰银行持股比例33%。湘财合丰基金管理公司成为首家向外资转让股权而进行中外合资的基金管理公司，并随后更名为湘财荷银基金管理公司。2006年4月，北方国际信托收购湘财证券所持有股份成为第一大股东，公司随后更名为泰达荷银基金管理有限公司。
2005年，湘财证券陷入亏损；2006年6月，将持有的华欧国际证券66.67%股权转让给其当时的股东之一湖南华菱钢铁集团有限公司。
2007年，通过现金增资的方式，新湖控股有限公司成为湘财证券的股东；2008年，新湖控股又以1元/股的价格受让了包括华菱钢铁、衡阳财政局等多家股东的股权，成为湘财证券控股股东。
2013年，湘财证券有限责任公司整体改制为湘财证券股份有限公司。2014年1月，湘财证券登陆新三板，成为首家在新三板挂牌的券商，并于同年开始与主营股票行情软件和数据服务的大智慧接洽展开业务合作；2015年1月23日，大智慧公布斥资85亿收购湘财证券100%股权的计划，股价年内翻逾4倍。5月1日，大智慧因信息披露涉嫌违反证券法律规定，遭证监会立案调查，收购计划被迫中止。
2017年2月，湘财证券公布了上市辅导进展，保荐机构为中信证券；3月6日，发布了首次公开发行股票上市方案的公告，拟在上交所上市，发行股票不超过16亿股。2018年3月12日，湘财证券完成在全国中小企业股份转让系统定向增发股份4.86亿股，募集资金15.18亿元；同日召开董事会决定延长公司上市方案决议有效期，延长期为12个月。6月12日，湘财证券在新三板终止挂牌。
2019年6月18日，哈尔滨高科技（集团）股份有限公司宣布计划以发行股份方式收购湘财证券原16家股东持有的99.7273%共36.73亿股股份。2020年3月，证监会对涉及哈高科是否满足控股股东的资质、“双主业”下如何保持有效治理结构、湘财证券的估值合理性等一系列市场和投资者重点关注的共计20个问题向哈高科发文询问。哈高科随后以长达15万字的答复于5月21日获证监会无条件通过，正式成为公司的控股股东。8月，哈高科以非公开发行股份方式募集资金并向公司增资9.7亿元，公司注册资本增至40.19亿元，增资后哈高科持有99.75%股份。9月14日，哈高科更名为湘财股份有限公司。自此湘财证券成功借道哈高科，完成A股曲线上市。

## 行政处罚
2020年8月14日，湘财证券管理的金汇系列产品和代销的云南信托云涌系列产品，因踩雷承兴国际控股合同造假事件，被湖南省证监局责令改正并增加内部合规检查次数行政监管措施，分管的2位副总裁、合规总监以及项目负责人等4人被出具警示函。同年9月，湘财证券2020年证券公司分类结果下滑至BBB类；2021年8月，继续下降至BB类。